# Leucangium
Leucangium Quél. – rodzaj grzybów z rodziny smardzowatych (Morchellaceae).

## Charakterystyka
Grzyby o askokarpie prawie kulistym lub elipsoidalnym i średnicy 2–4 cm. Perydium czarne, gładkie do brodawkowatego. Gleba biała z komorami zarodnikowymi rozdzielonymi żyłkami o barwie od białej do brązowawej. Zapach owocowy do korzennego lub winny. Zarodniki w kształcie wydłużonej cytryny, gładkiej powierzchni, długości do 90 µm i średnicy do 30 µm. Ściana zarodników pojedyncza, o grubości 1–2 µm. W wodzie zarodniki są szkliste do bladozielonkawożółtych, oliwkowych lub brązowych. Nie reagują z odczynnikiem Melzera
Grzyby podziemne lub półpodziemne. Występują w lasach w strefie umiarkowanej na półkuli północnej.

## Systematyka i nazewnictwo
Pozycja w klasyfikacji według Index Fungorum: Morchellaceae, Pezizales, Pezizomycetidae, Pezizomycetes, Pezizomycotina, Ascomycota, Fungi.
Takson utworzył w 1815 r. Lucien Quélet. Należą do niego gatunki:
- Leucangium carthusianum (Tul. & C. Tul.) Paol. 1889
- Leucangium microspermum Koh. Yamam., Hir. Sasaki, Ohmae & Orihara 2020
- Leucangium ophthalmosporum Quél. 1883
- Leucangium readeri Cooke & Massee 1955[4]

Wykaz gatunków i nazwy naukowe na podstawie Index Fungorum.
W Polsce występuje Leucangium carthusianum.